# Madelgarda
Madelgarda (asi 760? – ?) byla milenka Karla Velikého.
Z jejich svazku se narodila dcera Rothilda († 24. března 852), abatyše opatství Faremoutiers.
Není známo, z jakých poměrů pocházela. Christian Settipani odhaduje na základě onomastiky, že by mohla být potomkem šlechtice jménem Vincent Madelgaire, který zemřel v roce 677, s nímž mohl být spojen Madalbert, pařížský biskup z poloviny 8. století, a Madelgaud, vévoda, jehož majetky se nacházely v severní Francii a byl současníkem Madelgardy. Nithard, franský kronikář a vnuk Karla Velikého, napsal, že vévoda Madelgaud, hrabě Richard z Amiens a jeho otec Angilbert byli shodného původu:
| „                                                                   | «Téhož dne byl Angilbert, slavný muž, převezen do Saint-Riquier a devětadvacet let po jeho smrti bylo jeho tělo nalezeno nedotčené, ačkoli bylo pohřbeno bez aromatických látek; byl to muž z tehdy známé rodiny. Madhelgaud, Richard a on byli ze stejné rasy a právem se těšili velké úctě Karla Velikého. Angilbert měl s Bertou, dcerou tohoto velkého krále, mého bratra Harnieda a mě; postavil v Saint-Riquier obdivuhodné dílo ke cti Všemohoucího Boha a svatého Riquiera; vládl jemu svěřenému panství úžasně. Poté, co zemřel v Saint-Riquier v naprostém štěstí, vstoupil do věčného míru. Po těchto pár slovech o svém původu se vracím k niti historie.» | “ |
| — Nithard, Histoire des dissensions des fils de Louis le Débonnaire | |   |